# Vocoder

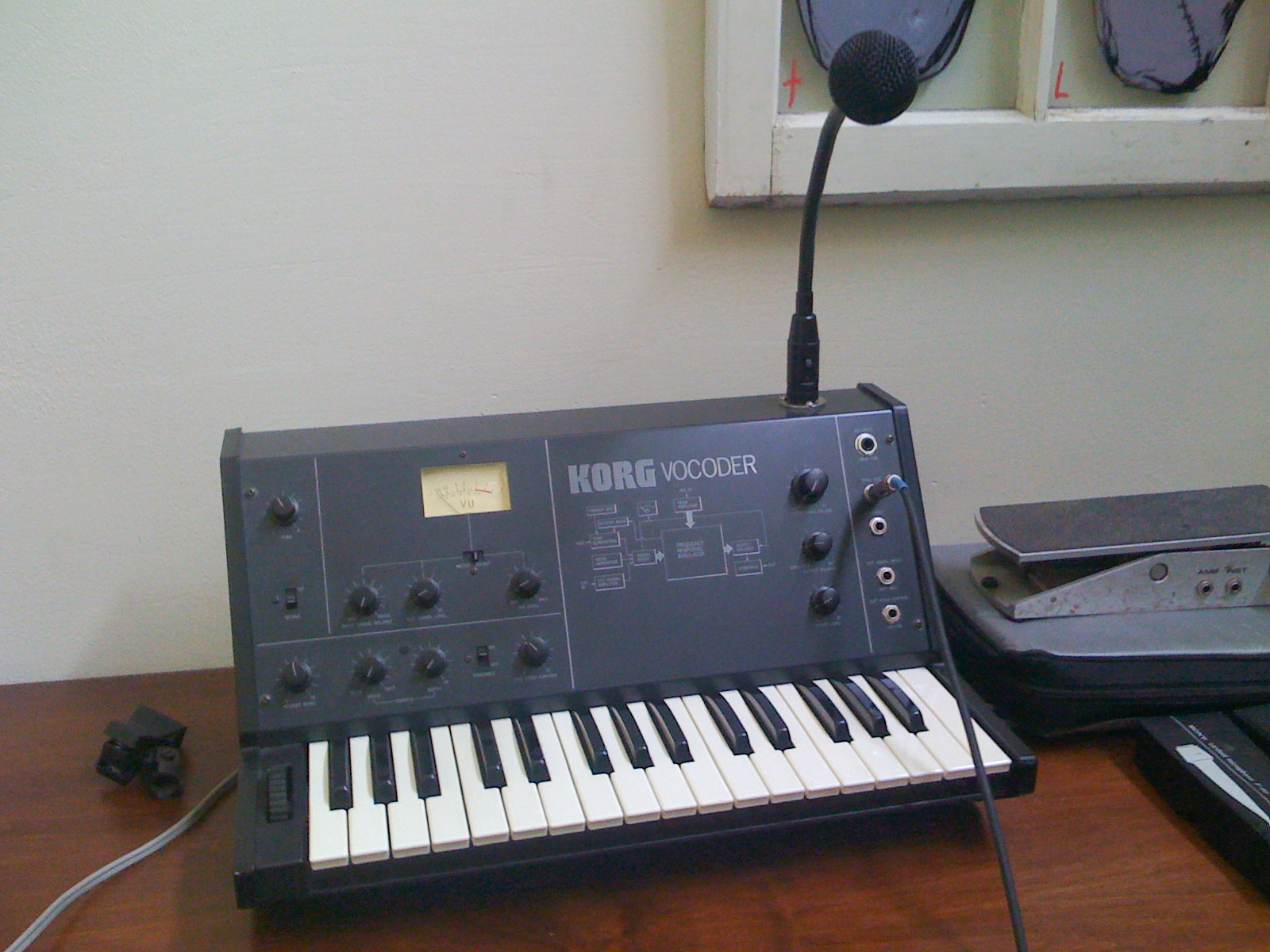
Korg VC-10

Vocoder, właściwie Voice Encoder – elektroniczne urządzenie do syntezy dźwięku, w tym także mowy. Zostało wynalezione przez amerykańskiego inżyniera Homera Dudleya pracującego dla Bell Laboratories.
Vocoder pracował w dwóch trybach – analizującym i syntezującym. Naturalny dźwięk skanowany był po przeprowadzaniu go przez zespół filtrów o wąskich charakterystykach, dzielących słyszalne pasmo na szereg przedziałów. Wynik analizy przedstawiano graficznie w postaci grafu. Urządzenie mogło pracować w trybie syntezującym odtwarzając dźwięki analizowane wcześniej lub tworzyć zupełnie nowe.
Pierwotny Vocoder nie wszedł do użytku muzycznego, lecz dał początek rozwojowi grupy urządzeń lub instrumentów zwanych vocoderami, służących do rejestrowania i odtwarzania dźwięków naturalnych. Współcześnie tworzy się vocodery, jako programy komputerowe prowadzące cyfrową analizę i syntezę dźwięku.
Zasada działania współczesnych vocoderów jest podobna do ich oryginalnego poprzednika, lecz znacznie udoskonalona i rozszerzona. Analizowany dźwięk rozkładany jest na możliwie największą liczbę składowych harmonicznych, a następnie normalizowany do dźwięku muzycznego. Synteza pozwala nie tylko na wierne odtworzenie dźwięku, lecz także na jego modyfikację opartą na innej wysokości głównej składowej. Takiego vocodera użyła np. grupa Pink Floyd w tworzeniu dźwięków wydawanych przez zwierzęta na albumie Animals.